# Кабата
Кабата е махала на село Врата в Родопите, област Пловдив, община Асеновград.

## География
Намира се на 27 км от Асеновград. Тръгва се в посока към Кърджали, отбива се надясно през с. Червен, минава се през с. Горнослав и с. Орешец, стига се до разклона за с. Мостово (което е надясно) и се свива наляво по черния път. Стига се до разклон: махала Кабата е надясно (има голяма указателна табела на туристически комплекс „Родопски Легенди“), а наляво се отива към с. Врата.

## История
Старото име е Колибарите.

## Забележителности
От махала Кабата се открива интересна гледка към местността Беланташ.
В близост се намира хижа „Кабата“, позната също и като „Слънчеви поляни“.